# Aventinische Trias
Die Aventinische Trias ist in der römischen Religion eine von den Gottheiten Ceres, Liber und Libera gebildete Trias.
Sie ist ein plebejisches Gegenstück zu der von den Göttern Jupiter, Juno und Minerva gebildeten Kapitolinischen Trias, deren Priestertum von den Patriziern dominiert war.
Die Trias soll eine Entsprechung zu der eleusinischen Dreiheit von Demeter, Iakchos und Kore bilden.
Der Name bezieht sich auf den auf dem Aventin gelegenen Tempel der Ceres.
Die Stiftung des Kultes erfolgte der Überlieferung nach 493 v. Chr., in den Anfängen der römischen Republik aufgrund eines Gelübdes des Diktators Postumius Balbus, nachdem rebellierende Plebejer die Stadt verlassen und sich auf dem Aventin niedergelassen hatten.
In diese frühe Zeit dürfte auch die Einführung des Festes der Liberalia zu Ehren Libers fallen.
Der Tempel, in dem jeder der drei Gottheiten eine eigene Cella gewidmet war, befand sich in der Nähe des Circus Maximus. Eine Lokalisierung unter der Kirche Santa Maria in Cosmedin wird für wenig wahrscheinlich gehalten, vermutet wird der Tempel am Westhang des Aventin oberhalb des Circus.
Zur Priesterschaft gehörte der Flamen Cerealis, einer der zwölf Flamines minores, sowie in den Anfängen die plebejischen Ädilen als Tempelhüter, daher ihr Name, nämlich von aedes („Tempel“). 
Die Ädilen waren es auch, die das Fest der Ceres, die am 12. bis 19. April alljährlich stattfindenden ludi Ceriales ausrichteten.
Am Hauptfesttag, dem 19. April, fand ein Pferderennen statt und im Circus wurden Füchse mit brennenden Fackeln am Schwanz losgelassen.
Im Tempel befand sich auch ein Archiv, ursprünglich das Archiv für die Plebiszite, die Beschlüsse des concilium plebis, später dann das römische Staatsarchiv.